# Polystachya fusiformis
Polystachya fusiformis är en orkidéart som först beskrevs av Louis Marie Aubert Du Petit-Thouars, och fick sitt nu gällande namn av John Lindley. Polystachya fusiformis ingår i släktet Polystachya och familjen orkidéer. Inga underarter finns listade i Catalogue of Life.